# Thitena cadaverina
Thitena cadaverina är en tvåvingeart som beskrevs av Lorenzo Munari 2004. Thitena cadaverina ingår i släktet Thitena och familjen Canacidae. Inga underarter finns listade i Catalogue of Life.